# 261 Прімно
261 Прімно (261 Prymno) — астероїд головного поясу, відкритий 31 жовтня 1886 року К. Г. Ф. Петерсом.